# Qawwali
El qawwali es un tipo de música religiosa tradicional sudasiática originaria de la India islámica, conformada por una fusión de ritmos arábigos e indostaníes que se fueron asentando desde la invasión islámica mogol.
- قوٌالی, en urdú.
- क़वाली, en hindi.

Este tipo de música del santorial islámico es básicamente un vehículo para difundir la filosofía central del sufismo (rama mística del islam). En su contexto musical se abarcan características de la ideología e historia sufí que son promovidos con carácter cultural, y que remontan a las clases ricas de India y Pakistán.
El qawwali es principalmente un arte religioso musical que dentro de su práctica e impartición religiosa no prohíbe la participación de otras culturas religiosas, como el sijismo y el hinduismo.
Su conformación musical se basa en el sistema del raga indio, en donde se crea una composición tanto moderna o tradicional que abarcan poemas o leyendas compuestos en su origen por grandes poetas sufís. Algunos de los temas abarcan las esferas filosóficas, temas románticos y sociales que son también bien promovidos entre este carácter ideológico, y a menudo incluso se recitan metáforas para explicar asuntos metafísicos.
El qawwali es recitado principalmente en hindi, panyabí, urdú, árabe, y árabe abstracto, aunque también es ejecutado en versiones instrumentales. Es bien reconocido por toda la cultura religiosa islámica internacional, siendo también apreciada principalmente por el sijismo, ya que en la composición literal del Gurú Granth Sahib se incluyen ciertos fragmentos, anexos y leyendas elaboradas por propios maestros elementales sufís, tal es el caso de Kabir y Rumi.